# Святое (озеро, Рогачёвский район)
Свято́е — озеро в Рогачёвском районе Гомельской области Беларуси. Относится к бассейну реки Добрица (притока Друти).

## География
Озеро Святое располагается в 6 км к западу от города Рогачёв и в 1 км к северу от деревни Стреньки. Высота водного зеркала над уровнем моря составляет 135,3 м.

## Описание
Площадь поверхности озера составляет 0,24 км², длина — 0,65 км, наибольшая ширина — 0,6 км. Длина береговой линии — 2,03 км. Наибольшая глубина — 11,5 м, средняя — 4,37 м. Объём воды в озере — 1,05 млн м³.
Прилегающая к озеру территория представляет собой распаханную равнину. Котловина имеет округлую форму и обладает невыраженными склонами. Береговая линия слабоизвилистая. Берега низкие, песчаные, поросшие кустарником и местами редколесьем. Мелководье узкое, песчаное. Глубже дно покрыто сапропелем, выстилающим около 90 % площади озёрной чаши.
Запасы озёрного сапропеля насчитывают 585 тыс. м³, из которых 521 тыс. приходится на кремнезёмистый и 6 тыс. на карбонатный. Средняя мощность отложений составляет 2,8 м, максимальная — 6 м. Водородный показатель — 7,6, естественная влажность — 89 %, зольность варьируется от 38 до 77 %. Содержание в сухом остатке: азота — 1,1—2,9 %, окислов железа — 0,6—2,2 %, алюминия — 0,9—2,6 %, магния — 0,6 %, кальция — 2,4—39,8 %, калия — 0,4 %, фосфора — 0,4 %, серы — 0,3 %. Сапропель может использоваться в качестве удобрения или лечебной грязи.
На севере из озера вытекает канализованный ручей, впадающий в Добрицу.
В озере обитают окунь, плотва, лещ, щука, линь и другие виды рыб.